# Überschwemmungen in China 2021

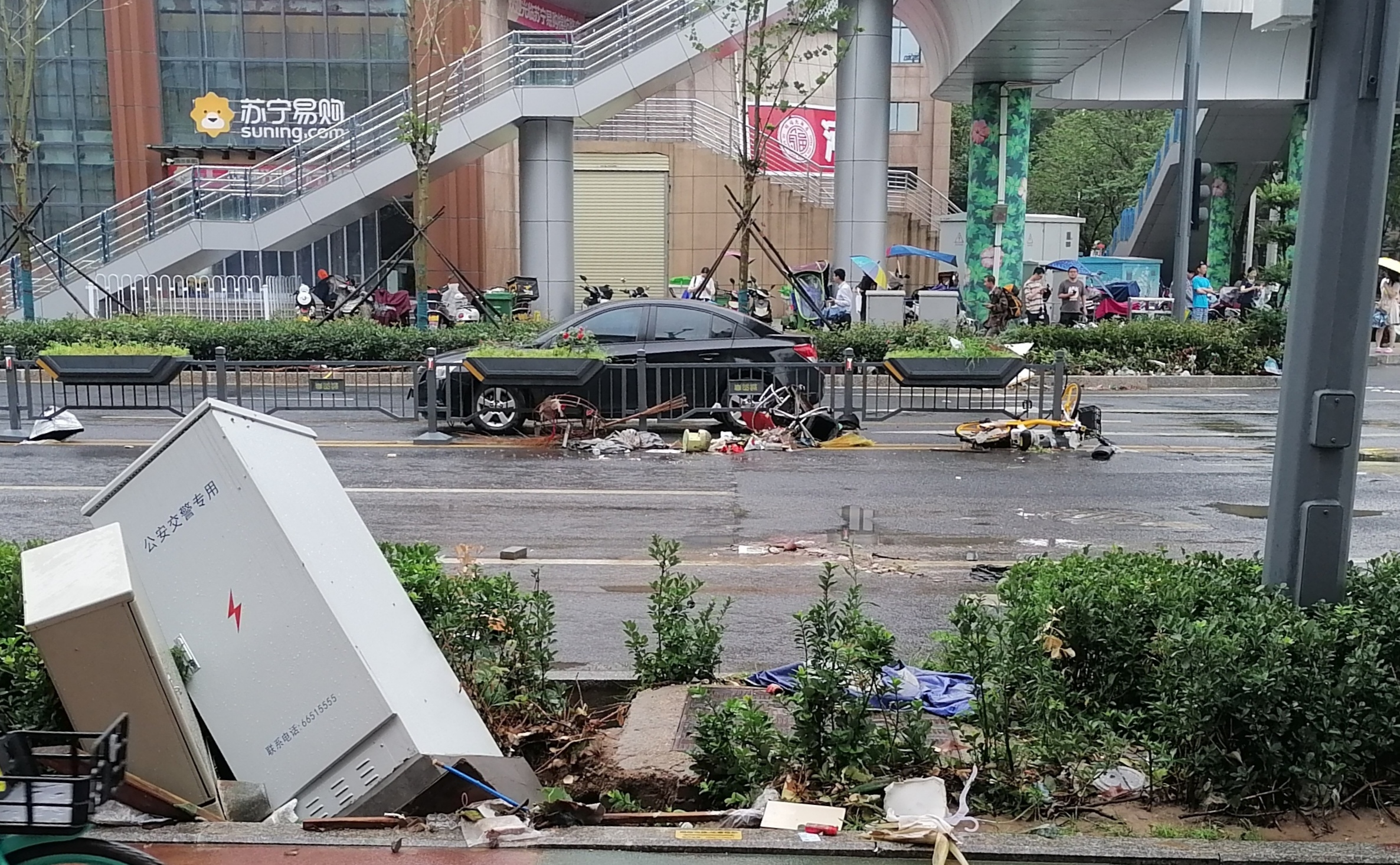
Schäden in einer Straße in Zhengzhou, 21. Juli 2021

Die Überschwemmungen in China 2021 umfassen die schwereren Überschwemmungen des Jahres 2021 in der Volksrepublik China. Bei Überschwemmungen im Vorjahr kamen zwischen Juni und September insgesamt etwa 280 Menschen ums Leben und ein Schaden von 35 Milliarden US-Dollar wurde verursacht. 2021 starben mindestens 430 Menschen zwischen Juli und Oktober.

## Klimatische Besonderheiten
Insbesondere der Süden und Südosten Chinas wird alljährlich von Taifunen getroffen. Die Saison dauert in der Regel von Mitte Mai bis Oktober.

## Überschwemmungen
Ab Mitte Juni kam es zu andauernden Regenfällen im Norden Chinas. In der Provinz Heilongjiang wurden fast 20.000 Menschen aus ihren Häusern evakuiert. Der gleichnamige Fluss Heilong Jiang überstieg Alarmstufen.
Im Juli kam es zu einem Hochwasser in Henan 2021 bei dem 380 Menschen starben. Durch Ausläufer der Taifunsysteme „In-fa“ und „Cempaka“ fielen zwischen 17. und 20. Juli in der Region um die Millionenstadt Zhengzhou mit 617 mm Regen pro Quadratmeter eine mit dem mittleren Jahresniederschlag von 640 mm vergleichbare Regenmenge. Allein am 20. Juli fielen in einer einzelnen Stunde über 200 mm.
Schwere Unwetter wurden im Juli auch in Südchina gemeldet, wo der Taifun In-fa die Provinzen Zhejiang und Fujian traf. In der Provinz Guangdong traf der Taifun „Cempaka“ mit Windgeschwindigkeiten bis zu 110 Kilometern pro Stunde bei der Stadt Yangjiang auf Land. In der Küstenstadt Zhuhai starben 14 Arbeiter, als Wassermassen in den Shijingshan-Tunnel eindrangen. Im Tunnel kam es bereits zuvor zu Sicherheitsproblemen, als im März in einem anderen Teil des Tunnels zwei Bauarbeiter ums Leben kamen. Auch im Norden Chinas gab es in der Inneren Mongolei schwere Überschwemmungen.
Zwischen 11. und 12. August kam es zu schweren Niederschlägen und folgenden Überschwemmungen in der Provinz Hubei. In Liulin, einem Stadtteil von Suizhou im Norden der Provinz starben 21 Menschen im über 2 m hohen Wasser. Insgesamt wurden in der Provinz von den Überschwemmungen etwa 380.000 Menschen betroffen und über 3600 Häuser beschädigt.
Im Norden Chinas in der Provinz Shanxi kam es zwischen 2. und 7. Oktober zu schweren Regenfällen. Bei Überschwemmungen starben mindestens 15 Menschen. Insgesamt wurden 1,7 Millionen Menschen betroffen und etwa 120.000 evakuiert. Die Anzahl der zerstörten und schwer beschädigten Häuser wird auf 20.000 beziehungsweise 18.000 geschätzt. Zudem wurden etwa 190.000 Hektar Landwirtschaftsfläche beschädigt. In Qixian wurde am 7. Oktober ein Teil einer Eisenbahnstrecke weggespült.